# Basji-bozoek

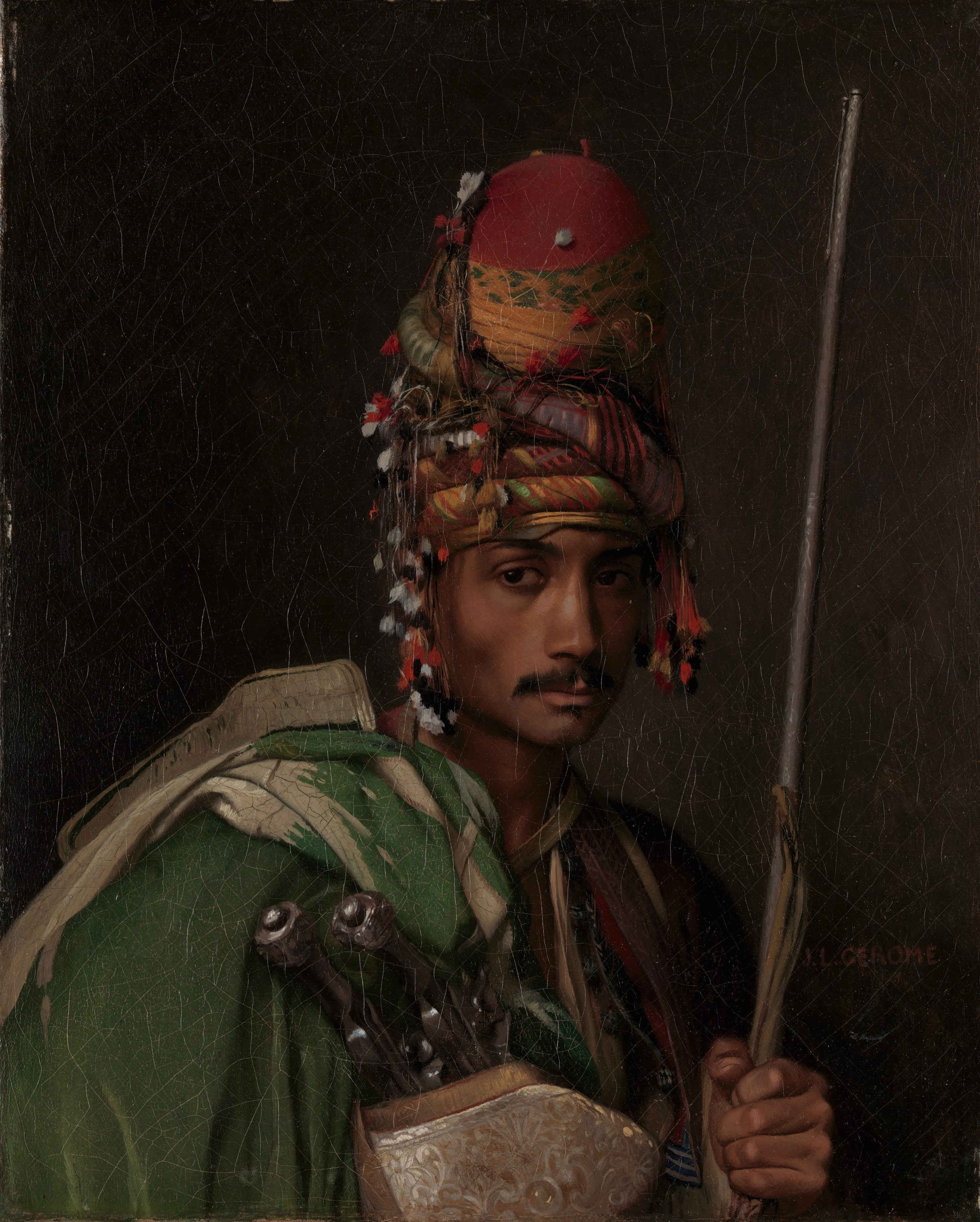
Basji-bozoek, geschilderd door Jean-Léon Gérôme in 1869

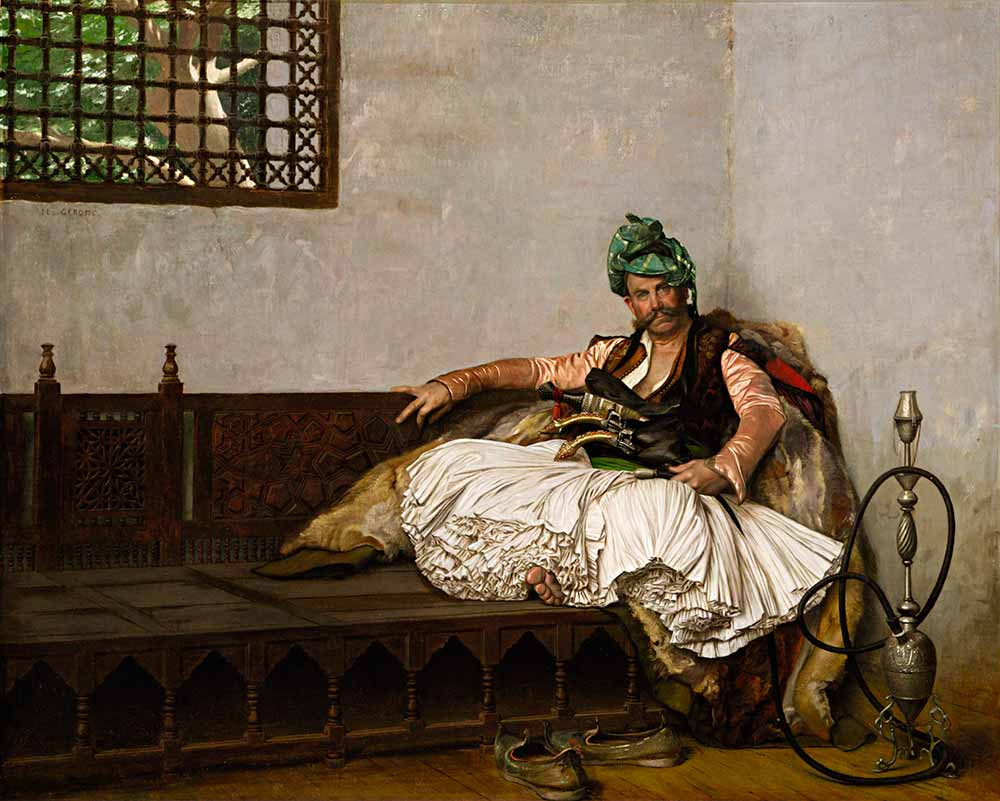
Basji-bozoek-aanvoerder, geschilderd door Gérôme in 1881

Basji-bozoeks waren ongeregelde Turkse troepen, die door verschillende sultans werden ingezet tijdens veldtochten in met name de 17e en 18e eeuw. Zij werden gerekruteerd onder verschillende bevolkingsgroepen in het Ottomaanse Rijk, zoals Turkmenen, Kozakken en Koerden. Het woord is afkomstig uit het Turks; Başıbozuk betekent letterlijk 'beschadigd hoofd', in de betekenis 'zonder leider'. De Basji-bozoeks vormden samen met de Akinci's de voorhoede van de Ottomaans imperiale leger.
Een eenvoudig contract met een hoofdman van een, al dan niet bereden, troep krijgers volstond om hen als eenheid te erkennen. Betaling bestond vaak enkel uit het recht te plunderen en te roven in vijandelijk gebied. Als ongedisciplineerde troepen waren zij onbruikbaar op het slagveld maar voor kleine verrassingsaanvallen en verkenningen waren de Basji-bozoeks goed in te zetten. Ook als instrument van terreur tegen de burgerbevolking hebben zij zich een geduchte reputatie verworven.
Hoewel het gebruik van irreguliere troepen in de 19e eeuw een zeldzaamheid was richtten Basji-bozoeks nog tijdens de Bulgaarse opstand (de zogenaamde Aprilopstand) van 1876 grote bloedbaden aan onder de christelijke bevolking. Deze "Bulgaarse gruwelen" werden in Engeland door Gladstone aan de kaak gesteld, zonder dat dit overigens de Engelse politiek beïnvloedde.
De basji-bozoeks waren voor Rusland wél aanleiding om ten gunste van de opstandelingen te interveniëren, hetgeen leidde tot de Russisch-Turkse Oorlog van 1877-1878, die zou leiden tot de vorming van een autonome staat in Bulgarije.

## Kapitein Haddock
De term "Basji-boezoek" wordt als krachtterm gebruikt door Kapitein Haddock, een stripfiguur van Hergé.